# Юлиян Костов
Юлиан Костов е български актьор, режисьор, мениджър на таланти и бивш професионален плувец. Участва във филма „Син на друга майка“ (2017). По чуждестранните телевизии е известен с ролите си в сериала на Sky One A Discovery of Witches (2018), сериала на Epix Berlin Station (2018 – 2019) и сериала на „Нетфликс“ Shadow and Bone (от 2021).

## Биография

### Образование
Костов е роден на 25 август 1989 г. във Варна, България.  Той посещава гимназия с испански език във Варна, IV езикова гимназия „Фредерик Жолио-Кюри“, преди да замине за Нидерландия, за да учи международен бизнес в Тилбургския университет. След две години решава да се премести във Великобритания и да се занимава с актьорско майсторство, вдъхновен от изпълнението на Хийт Леджър в Черният рицар. Костов се прехвърля в University of Wales Institute Cardiff (сега Cardiff Metropolitan University), за да завърши обучението си с бакалавърска степен по бизнес през 2011 г. През същата година е приет в националния младежки театър на Великобритания.

### Спорт
Костов притежава над 60 медала като плувец, включително бронзов медал от Балканиадата през 2007 г. Той е 10-кратен републикански шампион по плуване в различни възрастови групи от 2005 до 2009 г. На 12-годишна възраст става шампион по петобой в своята възрастова група.  През 2007 г. и 2008 г. е награден за Спортист №6 на годината на Варна, а през 2008 г. печели званието Майстор на спорта по плуване.

## Кариера
През 2014 г. Костов основава Jupiter Lights Productions, базирана в България компания за продуцентство и управление на таланти. Оттогава те водят работилници по актьорско майсторство. Техният дебютен пълнометражен филм The Dare излиза през 2019 г. Jupiter Lights представлява българската актриса Мария Бакалова в Обединеното кралство. Костов и Бакалова са съоснователи на продуцентската компания Five Oceans. 